# Parastenella atlantica
Parastenella atlantica is een zachte koraalsoort uit de familie Primnoidae. De koraalsoort komt uit het geslacht Parastenella. Parastenella atlantica werd in 2007 voor het eerst wetenschappelijk beschreven door Cairns. 